# Эндлихер, Штефан Ладислаус
Ште́фан Ла́дислаус Э́ндлихер (нем. Stephan Ladislaus Endlicher; 24 июня 1804, Пресбург — 28 марта 1849, Вена) — австрийский ботаник, востоковед и нумизмат.
Один из первых членов Венской Императорской академии наук (1847).

## Биография
Штефан Эндлихер изучал богословие в католической семинарии в Вене, получил духовный сан, который скоро сложил, и в 1828 году поступил на службу в венскую придворную библиотеку.
Изучал ботанику и филологию. В 1836 году получил место хранителя венского естественноисторического кабинета, а в 1840 году — профессора ботаники Венского университета и директора ботанического сада.
Принимал участие в основании Венской академии наук и в событиях 1848 года.
Потерял своё состояние, устраивая на свои средства ботанический музей и сад и издавая «Annalen der Wiener Museum» и другие дорогие сочинения и т. д.; свой гербарий и библиотеку, оценённые в 24 000 талеров, подарил государству.
Было ли причиной его смерти самоубийство, с достоверностью неизвестно.
Эндлихер был выдающимся систематиком и создал одну из лучших для своего времени естественную систему растений («Genera plantarum secundum ordines naturalis disposita», Вена, 1836—1840; «Enchiridion botanicum», Лейпциг, 1841). Хотя его система, которая представляет собой усовершенствование естественных систем Жюссье и Декандоля и в которой были приняты во внимание анатомические признаки (строение стебля), в настоящее время и устарела, но его точные описания семейств и родов до сего времени имеют большое значение.
В «Genera plantarum…» Эндлихер описал 277 семейств и 6 895 родов, расположил семейства в 52 классах, а классы эти были соединены в области, секции и когорты. По этой системе всё растительное царство делится на 2 большие группы: 1) слоевцовые (Thallophyta) и 2) стеблевые (Cormophyta), смотря по тому, ясны ли у них листья и стебли или нет. Таллофиты, или слоевцовые, — суть низшие тайнобрачные. Стеблевые подразделены на: 1) верхоростные (Acrobryeae), подразумевая здесь высшие тайнобрачные и некоторые из явнобрачных (цикадовые), 2) кругоростные (Amphibryeae), или однодольные и 3) верхокругоростные (Acramphibryeae), в состав которых вошли хвойные, голосеменные, бессемянные, однопокровные, сростнолепестные и раздельнолепестные.
Род растений Endlicheria Nees, nom. cons., семейства Лавровые был назван Неесом в 1833 году в честь Эндлихера.

## Сочинения
Вместе с Марциусом Эндлихером был начат огромный труд «Flora brasiliensis».
Другие ботанические труды Эндлихера:
- «Flora Posomensis» (Прессбург, 1830) (лат.)
- «Prodromus florae Norfolkiae» (Вена, 1833) (лат.)
- «Atacta botanica» (там же, 1833) (лат.)
- «Grundzüge einer neuen Theorie d. Pflanzenzeugang» (там же, 1838) (нем.)
- «Iconographia generum Plantanun» (там же, 1838) (лат.)
- «Grundzüge d. Botanik» (вместе с Унгером, там же, 1843) (нем.)
- «Synopsis coniferarum» (Санкт-Галлен, 1847) (лат.)

Кроме того, Эндлихер написал ценную китайскую грамматику: «Anfangsgrundzüge der chinesischen Grammatik» (Вена, 1845) (нем.) и другие сочинения по филологии и востоковедению, например:
- «Analecta grammatica» (Вена, 1830) (лат.)
- «Atlas von China nach Aufnahme der Jesuitenmissionäre» (Вена, 1846) (нем.)
- «Die Bruchstücke einer altdeutschen Uebersetzung des Matthäus Ewangelium» (1834) (нем.).

а также составил «Verzeichniss der japanesischen und chinesischen Münzen des kaiserlichen Münz- und Antikencabinets» — каталог японских и китайских монет императорского кабинета монет и антиков (1837)  (нем.).